# Yoshinori Mutō
Yoshinori Mutō (japanisch 武藤 嘉紀 Mutō Yoshinori; * 15. Juli 1992 in Setagaya, Tokio) ist ein japanischer Fußballspieler.

## Karriere
Mutō spielte in seiner Jugend zunächst für den Buddy Soccer Club und später in der Jugendakademie des FC Tokyo. Während seines Wirtschaftsstudiums spielte er von 2010 bis 2013 für die Mannschaft der Keiō-Universität. Im Jahre 2014 erhielt er von seinem Jugendverein, dem FC Tokyo, einen Profivertrag.
Zur Saison 2015/16 wurde Mutō vom deutschen Bundesligisten 1. FSV Mainz 05 verpflichtet, bei dem er einen Vierjahresvertrag erhielt. Dort erzielte er am dritten Spieltag seine ersten beiden Bundesligatreffer beim 3:0-Sieg gegen Hannover 96. In seinen ersten beiden Jahren fiel er jeweils wegen Verletzungen einige Zeit aus. In seinen drei Spielzeiten bei Mainz 05 absolvierte er 72 Pflichtspiele, in denen er 23 Tore erzielte und 11 weitere vorbereitete.
Zur Saison 2018/19 wechselte Muto in die englische Premier League zu Newcastle United. Sein Vertrag läuft bis 2022. Für die Saison 2020/21 wurde er an den spanischen Erstligisten SD Eibar verliehen.
Nachdem sein Vertrag bei Newcastle aufgelöst worden war, schloss er sich Anfang August 2021 in seiner Heimat dem Erstligisten Vissel Kōbe aus Kōbe an. Am Ende der Saison 2023 feierte er mit dem Verein die japanische Meisterschaft. Am 24. November 2024 stand er mit Vissel Kōbe im Endspiel des Kaiserpokals. Gegen Gamba Osaka gewann man durch das Tor von Taisei Miyashiro mit 1:0. Am Ende der Saison 2024 feierte er mit Vissel zum zweiten Mal die japanische Meisterschaft.

## Nationalmannschaft
2014 debütierte Mutō in der A-Nationalmannschaft. Mit ihr qualifizierte er sich für die 2015 für die Asienmeisterschaft und wurde bei allen vier Spielen bis zum Ausscheiden seiner Mannschaft im Viertelfinale eingewechselt. Bei der Weltmeisterschaft 2018 absolvierte er ebenfalls vier Spiele für die Nationalmannschaft, die im Achtelfinale ausschied.
Er bestritt bisher 25 Länderspiele und erzielte zwei Tore.

## Erfolge
Vissel Kōbe
- Japanischer Meister: 2023, 2024
- Japanischer Pokalsieger: 2024

## Auszeichnungen
- J. League Best XI 2014